# Gualdrada Berti
 (avril 2020).
Si vous disposez d'ouvrages ou d'articles de référence ou si vous connaissez des sites web de qualité traitant du thème abordé ici, merci de compléter l'article en donnant les références utiles à sa vérifiabilité et en les liant à la section « Notes et références ».
Gualdrada Berti est un membre de la noblesse de Florence, en Italie, au XIIe siècle. Elle serait née à Florence vers 1160, et morte à Poppi vers 1226. Son père est Bellincion Berti, ce qui en fait une descendante de la famille Ravignani, une branche de la famille Adimari.

## Biographie
La biographie 103 de Boccace dans De mulieribus claris raconte l'histoire de Gualdrada, qui se déroule au XIIe siècle. L'empereur romain germanique Otto IV et son entourage entrent dans l'église florentine de Saint Jean le Baptiste, à l'occasion d'un festival. De son siège, il aperçoit Gualdrada et est impressionné par sa beauté. Il admire son innocence dans la jeunesse, la façon dont elle s'habille et sa personnalité. Il demande à un personnage âgé qui est près de lui (traduction libre) :  
 Qui, je vous prie, est cette fille qui nous fait face avec un beau visage qui, à mon avis, surpasse tous les autres dans la dignité ? 
 L'empereur ignore qu'il s'adresse à son père. Bellincion répond à l'empereur en disant : 
 Votre Majesté, qui qu'elle soit, elle vous embrassera à ma demande si vous le souhaitez. 
 Gualdrada l'entend ; gênée que son père soit si audacieux, elle répond immédiatement : 
 Père, s'il vous plaît, arrêtez. Ne parlez pas plus. Car par le ciel, à moins que la force ne soit utilisée, absolument personne, sauf l'homme à qui vous me donnerez un mariage légitime et saint, ne recevra ce que vous offrez si librement. 
 L'empereur est à la fois stupéfait et impressionné par cette réponse de Gualdrada. Apprenant qu'il parlait à son père, il la loue dans un discours éloquent. Alors qu'il quitte le festival, il convoque l'un de ses barons, nommé Guido, et le promeut comte. Il présente ensuite à Gualdrada une grande dot composée de Casentino et d'une partie du territoire de la Romagne. Gualdrada est ensuite donnée en mariage à Guido.
Du mariage de Gualdrada et de Guido naissent deux fils, Guglielmo et Ruggieri. Ruggieri est le père de Guido Guerra, un chef d'un groupe de quatre cents florentins du parti Guelfe. Ils contribuent à la victoire  de Charles d'Anjou à Bénévent sur Manfred de Sicile en 1265. En 1266, Charles devient roi de Sicile.
Gualdrada est mentionnée dans la Divine Comédie de Dante et dans De mulieribus claris de Giovanni Boccaccio.

## Descendance
Guido et Gualdrada ont cinq fils, ancêtres de certaines branches de la famille Guidi :
- Ruggero (?-1225), sans descendance ;
- Guido,(1196-1239), époux de Giovanna Pallavicino, et ancêtre de la branche Bagno, dont la branche Mantova est dérivée ;
- Marcovaldo (?-1229), époux de Beatrice degli Alberti (?-1278) et ancêtre de la branche Dovadola ;
- Aghinolfo (?-1247), époux d'Agnese Fieschi et ancêtre de la branche Romena ;
- Teudegrimo (Teugrimo) (?-1270), époux d'Albiera (?-1254), fille de Tancrède de Lecce et ancêtre de la branche Modigliana.